# مغنولية بنمية
ماغنوليا بنمية (الاسم العلمي: Magnolia panamensis) هي نوع من النباتات تتبع جنس الماغنوليا من الفصيلة الماغنولية.